# René Aubry

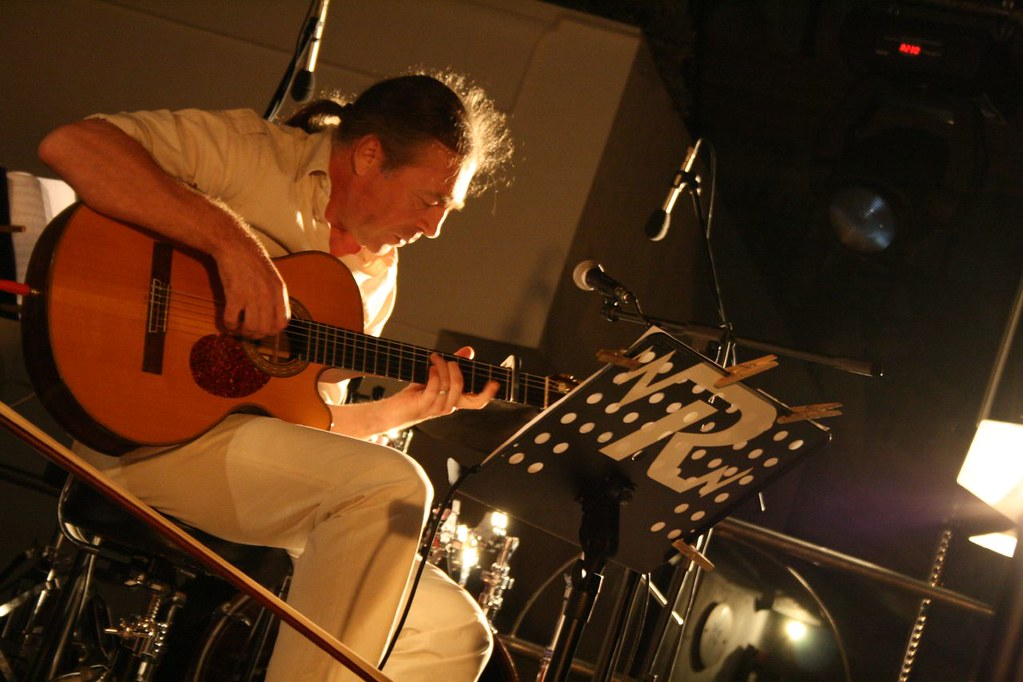
René Aubry

René Aubry (* 1956) ist ein französischer Komponist. Er ist bekannt dafür, klassische Elemente und Melodien mit modernen Spielweisen zu vermischen. Aubry arbeitete unter anderem mit den Choreografen Carolyn Carlson, Pina Bausch und Philippe Genty zusammen. Er war auch als Filmmusiker tätig und veröffentlichte eine Reihe eigener Alben.

## Diskografie
- René Aubry (1983)
- Airs dans l’air (1987)
- Libre parcours (1988)
- Dérives (musique pour un spectacle de Philippe Genty, 1989)
- Steppe (1990)
- La révolte des enfants (1991)
- Après la pluie (1993)
- Killer Kid (1994)
- Ne m’oublie pas (1995)
- Signes (1997)
- Plaisirs d’amour (1998)
- Invités sur la terre (2001)
- Seuls au monde (2003)
- Projection privée (2004)
- Mémoires du futur (2006)
- Play time (2008)
- Le roi penché (2009)
- Refuges (2011)[2]
- Room on the Broom (musique du court métrage d’animation «La Sorcière dans les airs») (2013)
- Forget Me Not (2013)
- Days (2014)
- Now (2015)
- Stick Man (2016)
- Chaos (2017)
- Petits sauts delicats avec grand écart (2018)
- La fameuse invasion des ours en Sicile (2019)

## Filmografie (Auswahl)
- 1992: Verbrannte Erde (Terre brulée)
- 1994: Killer Kid – Mit Dynamit und Skateboard (Killer Kid)
- 1997: Vivre Nu
- 2003: Die Spur führt in die Hölle (Ambre a disparu)
- 2004: Malabar Princess
- 2007: Unter Bomben (Sous les bombes)
- 2007: Ausgerechnet ich! – Die drei Leben der Natalie L.
- 2009: Der Grüffelo – Kleine Maus auf großer Mission (The Gruffalo)
- 2012: Für Hund und Katz ist auch noch Platz (Room on the Broom)
- 2022: Maria träumt – Oder: Die Kunst des Neuanfangs (Maria rêve)